# Aisam-ul-Haq Qureshi
Aisam-ul-Haq Qureshi (en urdu: اعصام الحق قریشی; Lahore, 17 de marzo de 1980) es un jugador profesional de tenis pakistaní. Utiliza mayormente un juego de saque y volea y su superficie preferida es el césped. 
En 2002 formó pareja de dobles junto al israelí Amir Hadad a pesar de las continuas presiones de sus comunidades por abandonarla, lo que valió a ambos el Premio Humanitario del Año Arthur Ashe.
En los últimos años, su carrera como doblista tomó impulso y conquistó su primer título de la especialidad en el Torneo de Johannesburgo en 2010.

## Títulos de Grand Slam

### Dobles

#### Finalista
| Año  | Torneo                    | Pareja        | Oponentes en la final | Resultado      |
| 2010 | Abierto de Estados Unidos | Rohan Bopanna | Bob Bryan Mike Bryan  | 6-7(5), 6-7(4) |

### Dobles mixto

#### Finalista
| Año  | Torneo                    | Pareja        | Oponentes en la final  | Resultado |
| 2010 | Abierto de Estados Unidos | Kveta Peschke | Bob Bryan Liezel Huber | 4-6, 4-6  |

## Títulos ATP

### Dobles
| Leyenda                                        |
| Grand Slam (0)                                 |
| Tennis Masters Cup / ATP World Tour Finals (0) |
| Juegos Olímpicos (0)                           |
| ATP Masters 1000 (2)                           |
| ATP World Tour 500 (2)                         |
| ATP World Tour 250 (14)                        |

| N.º | Fecha                   | Torneo        | Superficie    | Pareja            | Oponentes en la final                | Resultado        |
| --- | ----------------------- | ------------- | ------------- | ----------------- | ------------------------------------ | ---------------- |
| 1.  | 1 de febrero de 2010    | Johannesburgo | Dura          | Rohan Bopanna     | Karol Beck Harel Levy                | 2-6 6-3 10-5     |
| 2.  | 12 de junio de 2011     | Halle         | Hierba        | Rohan Bopanna     | Robin Haase Milos Raonic             | 7-6(8) 3-6 11-9  |
| 3.  | 2 de octubre de 2011    | Bangkok       | Dura          | Oliver Marach     | Michael Kohlmann Alexander Waske     | 7-6(4) 7-6(5)    |
| 4.  | 23 de octubre de 2011   | Estocolmo     | Dura          | Rohan Bopanna     | Marcelo Melo Bruno Soares            | 6–1, 6–3         |
| 5.  | 13 de noviembre de 2011 | París         | Dura (i)      | Rohan Bopanna     | Julien Benneteau Nicolas Mahut       | 6-2, 6-4         |
| 6.  | 6 de mayo de 2012       | Estoril       | Tierra batida | Jean-Julien Rojer | Julian Knowle David Marrero          | 7–5, 7–5         |
| 7.  | 17 de junio de 2012     | Halle         | Hierba        | Jean-Julien Rojer | Treat Conrad Huey Scott Lipsky       | 6–3, 6–4         |
| 8.  | 31 de marzo de 2013     | Miami         | Dura          | Jean-Julien Rojer | Mariusz Fyrstenberg Marcin Matkowski | 6-4, 6-1         |
| 9.  | 20 de octubre de 2013   | Estocolmo     | Dura          | Jean-Julien Rojer | Jonas Björkman Robert Lindstedt      | 6-2, 6-2         |
| 10. | 1 de marzo de 2014      | Dubái         | Dura          | Rohan Bopanna     | Daniel Nestor Nenad Zimonjic         | 6-4, 6-3         |
| 11. | 19 de julio de 2015     | Newport       | Hierba        | Jonathan Marray   | Nicholas Monroe Mate Pavić           | 4-6, 6-3, [10-8] |
| 12. | 14 de enero de 2017     | Auckland      | Dura          | Marcin Matkowski  | Jonathan Erlich Scott Lipsky         | 1-6, 6-2, [10-3] |
| 13. | 30 de abril de 2017     | Barcelona     | Tierra batida | Florin Mergea     | Philipp Petzschner Alexander Peya    | 6-4, 6-3         |
| 14. | 30 de junio de 2017     | Antalya       | Hierba        | Robert Lindstedt  | Oliver Marach Mate Pavić             | 7-5, 4-1, ret.   |
| 15. | 22 de julio de 2017     | Newport       | Hierba        | Rajeev Ram        | Matt Reid John-Patrick Smith         | 6-4, 4-6, [10-7] |
| 16. | 1 de octubre de 2017    | Chengdú       | Dura          | Jonathan Erlich   | Marcus Daniell Marcelo Demoliner     | 6-3, 7-6(3)      |
| 17. | 14 de abril de 2019     | Houston       | Tierra batida | Santiago González | Ken Skupski Neal Skupski             | 3-6, 6-4, [10-6] |
| 18. | 16 de febrero de 2020   | Nueva York    | Dura (i)      | Dominic Inglot    | Steve Johnson Reilly Opelka          | 7-6(5), 7-6(6)   |

#### Finalista
- 2007: Mumbai (junto con Rohan Bopanna pierden frente a Robert Lindstedt y Jarkko Nieminen)
- 2008: Newport (junto con Rohan Bopanna pierden ante Mardy Fish y John Isner)
- 2010: Casablanca (junto con Rohan Bopanna pierden ante Robert Lindstedt y Horia Tecau)
- 2010: Niza (junto con Rohan Bopanna pierden ante Marcelo Melo y Bruno Soares)
- 2010: New Haven (junto con Rohan Bopanna pierden ante Robert Lindstedt y Horia Tecau)
- 2010: Abierto de EE.UU. (junto con Rohan Bopanna pierden ante Bob Bryan y Mike Bryan)
- 2011: San Petersburgo (junto con Rohan Bopanna pierden ante Daniele Bracciali y Potito Starace)
- 2012: Masters de París (junto con Jean-Julien Rojer pierde ante Rohan Bopanna y Mahesh Bhupathi)
- 2013: Marsella (junto con Jean-Julien Rojer pierde ante Rohan Bopanna y Colin Fleming)
- 2013: Oeiras (junto con Jean-Julien Rojer pierden ante Santiago González y Scott Lipsky)
- 2015: Dubái (junto con Nenad Zimonjić pierden ante Rohan Bopanna y Daniel Nestor)
- 2015: Gstaad (junto con Oliver Marach pierden ante Alexander Bury y Denis Istomin)
- 2016: Marrakech (junto con Marin Draganja pierden ante Guillermo Durán y Máximo González)
- 2016: Hamburgo (junto con Daniel Nestor pierden ante Henri Kontinen y John Peers)
- 2017: Estocolmo (junto con Jean-Julien Rojer pierden ante Oliver Marach y Mate Pavić)
- 2018: Barcelona (junto con Jean-Julien Rojer pierden ante Feliciano López y Marc López)
- 2019: Nueva York (junto con Santiago González pierden ante Kevin Krawietz y Andreas Mies)
- 2020: Montpellier (junto con Dominic Inglot pierden ante Nikola Čačić y Mate Pavić)
- 2021: Parma (junto con Oliver Marach pierden ante Simone Bolelli y Máximo González)
- 2021: Estocolmo (junto con Jean-Julien Rojer pierden ante Santiago González y Andrés Molteni)
- 2022: Melbourne (junto con Aleksandr Nedovyesov pierden ante Wesley Koolhof y Neal Skupski)
- 2022: Delray Beach (junto con Aleksandr Nedovyesov pierden ante Marcelo Arévalo y Jean-Julien Rojer)

### Challengers singles
| N.º | Fecha               | Torneo      | Superficie | Oponente en la final | Resultado   |
| --- | ------------------- | ----------- | ---------- | -------------------- | ----------- |
| 1.  | 23 de julio de 2007 | Nueva Delhi | Césped     | Alun Jones           | 6-3 4-6 6-4 |

## Clasificación en torneo de Grand Slam (singles)
| Torneo          | 2008 | 2007 | Títulos |
| --------------- | ---- | ---- | ------- |
| Australian Open | -    | -    | 0       |
| Roland Garros   | -    | -    | 0       |
| Wimbledon       | -    | 2r   | 0       |
| US Open         | 1r   | -    | 0       |

## Dobles

### Clasificación en torneo de Grand Slam (Dobles)
| Torneo          | 2002 | 2003 | 2008 | 2009 | 2010 | 2011 | 2012 | 2013 | 2014 | 2015 | 2016 | 2017 | 2018 | 2019 | 2020 | 2021 | 2022 | 2023 | Títulos |
| --------------- | ---- | ---- | ---- | ---- | ---- | ---- | ---- | ---- | ---- | ---- | ---- | ---- | ---- | ---- | ---- | ---- | ---- | ---- | ------- |
| Australian Open | -    | -    | -    | -    | 1R   | 3R   | 3R   | 3R   | 3R   | 3R   | 1R   | 2R   | CF   | 1R   | 1R   | 2R   | 2R   | 3R   | 0       |
| Roland Garros   | -    | 1R   | 1R   | -    | 2R   | CF   | SF   | 3R   | 2R   | 1R   | 3R   | 1R   | 1R   | 1R   | 1R   | 2R   | 1R   | -    | 0       |
| Wimbledon       | 3R   | 1R   | 2R   | 3R   | CF   | 1R   | 3R   | 3R   | 2R   | 2R   | 2R   | 3R   | 2R   | 3R   | ND   | 3R   | 2R   | -    | 0       |
| US Open         | 2R   | -    | 1R   | 2R   | F    | SF   | SF   | CF   | 1R   | 2R   | CF   | 1R   | 1R   | 1R   | 1R   | 3R   | 2R   | -    | 0       |

### Clasificación en torneos deMasters 1000
| Torneo                                                                       | 2010 | 2011 | 2012 | 2013 | 2014 | 2015 | 2016 | 2017 | 2018 | 2019 | 2020 | 2021 | G-P   | Títulos |
| ---------------------------------------------------------------------------- | ---- | ---- | ---- | ---- | ---- | ---- | ---- | ---- | ---- | ---- | ---- | ---- | ----- | ------- |
| Indian Wells                                                                 | -    | SF   | 1R   | 1R   | 1R   | 1R   | 1R   | 2R   | 2R   | -    | ND   | -    | 5-8   | 0       |
| Miami                                                                        | -    | CF   | 2R   | G    | 2R   | -    | 2R   | 1R   | 1R   | -    | ND   | CF   | 12-7  | 1       |
| Montecarlo                                                                   | -    | SF   | 1R   | CF   | CF   | -    | -    | 2R   | 1R   | -    | ND   | -    | 6-6   | 0       |
| Madrid                                                                       | -    | CF   | CF   | 2R   | CF   | -    | -    | 1R   | 1R   | -    | ND   | -    | 3-6   | 0       |
| Roma                                                                         | -    | -    | 2R   | 2R   | 2R   | -    | -    | 2R   | 2R   | -    | 1R   | -    | 3-6   | 0       |
| Montreal / Toronto                                                           | -    | CF   | CF   | CF   | 2R   | -    | -    | 1R   | -    | -    | ND   | -    | 3-5   | 0       |
| Cincinnati                                                                   | 2R   | CF   | CF   | 2R   | 2R   | -    | -    | 1R   | -    | -    | -    | -    | 3-6   | 0       |
| Shanghái                                                                     | CF   | 2R   | CF   | CF   | 1R   | -    | -    | 2R   | 1R   | -    | ND   | ND   | 5-7   | 0       |
| París                                                                        | 2R   | G    | F    | CF   | -    | 2R   | CF   | 1R   | 2R   | 1R   | -    | 1R   | 12-9  | 1       |
| Total                                                                        | 0    | 0    | 1    | 0    | 1    | 0    | 0    | 0    | 0    | 0    | 0    | 0    | 52-60 | 2       |
| Leyenda: G:Torneo ganado; F:Finalista; SF:Semifinalista; CF:Cuartos de final |      |      |      |      |      |      |      |      |      |      |      |      |       |         |